# Achlidin Israiłow
Achlidin Szukurowicz Israiłow (ros. Ахлидин Шукурович Исраилов; ur. 10 maja 1994 w Karasuu) – kirgiski piłkarz grający na pozycji lewego pomocnika. Od 2018 jest wolnym zawodnikiem.

## Kariera piłkarska
Swoją karierę piłkarską Israiłow rozpoczął w klubie Abdysz-Ata Kant. W 2008 roku został członkiem młodzieżowej drużyny Dynama Kijów. W 2012 roku został zawodnikiem rezerw tego klubu. Zadebiutował w nich 31 października 2012 w wygranym 2:1 wyjazdowym meczu z Obołonią Kijów. W rezerwach Dinama spędził cztery sezony.
W 2016 roku Israiłow przeszedł do Dnipra Czerkasy. Swój debiut w nim zaliczył 5 sierpnia 2016 w wygranym 1:0 domowym meczu z Desną Czernihów.
W 2017 roku Israiłow odszedł z Dnipra do indyjskiego klubu NEROCA FC. Zadebiutował w nim 1 grudnia 2017 w przegranym 1:2 wyjazdowym spotkaniu z Minervą Punjab.
W 2018 roku Israiłow został zawodnikiem indonezyjskiego PSIS Semarang. Swój debiut w nim zanotował 25 marca 2018 w przegranym 0:2 wyjazdowym meczu z PSM Makassar. Po sezonie 2018 odszedł z klubu.
| Sezon   | Klub            | Kraj      | Rozgrywki    | Mecze | Gole |
| ------- | --------------- | --------- | ------------ | ----- | ---- |
| 2012/13 | Dynamo-2 Kijów  | Ukraina   | Persza liha  | 15    | 4    |
| 2013/14 | Dynamo-2 Kijów  | Ukraina   | Persza liha  | 10    | 1    |
| 2014/15 | Dynamo-2 Kijów  | Ukraina   | Persza liha  | 25    | 3    |
| 2015/16 | Dynamo-2 Kijów  | Ukraina   | Persza liha  | 23    | 4    |
| 2016/17 | Dnipro Czerkasy | Ukraina   | Persza liha  | 7     | 1    |
| 2017    | NEROCA FC       | Indie     | I-League     | 9     | 0    |
| 2018    | PSIS Semarang   | Indonezja | Super League | 5     | 0    |

## Kariera reprezentacyjna
W reprezentacji Kirgistanu Israiłow zadebiutował 15 października 2013 w przegranym 1:4 towarzyskim meczu z Tadżykistanem. W 2019 roku powołano go do kadry na Puchar Azji.